# Știința mediului
Știința mediului este o știință interdisciplinară ce studiază interacțiunile dintre componentele fizice, chimice și biologice ale mediului înconjurător, incluzând efectele lor asupra tuturor organismelor și efectele activității umane asupra mediului.
Este un domeniu interdisciplinar în care sunt aplicate cunoștințe din alte discipline științifice sau sociale. Pe lângă fizică, matematică, chimie și biologie, știința mediului face apel și la alte discipline, cum ar fi științele sociale, drept, științe economice pentru a aborda probleme legate de interacțiunile om - mediu înconjurător. În România există programe de licență pentru pregătire interdisciplinară în Știința Mediului (programul de licență Știința Mediului specializarea Geografia Mediului de la Universitatea din București, master Evaluarea integrată a stării mediului - EISM, master Politici de Mediu pentru Dezvoltare Durabilă - PMDD).
Trebuie menționat că e important să se faca distincție între "știința mediului" și "ecologie", obiectele de studiu și investigație ale acestor două discipline fiind foarte diferite.